# کو (جمهوری آلتای)
کو (به لاتین: Koo) یک منطقهٔ مسکونی در روسیه است که در جمهوری آلتای واقع شده‌است.